# カオルレ
カオルレ（伊: Caorle）は、イタリア共和国ヴェネト州ヴェネツィア県にある、人口約11,000人の基礎自治体（コムーネ）。

## 地理

### 位置・広がり

#### 隣接コムーネ
隣接するコムーネは以下の通り。
- コンコルディア・サジッターリア
- エラクレーア
- ポルトグルアーロ
- サン・ミケーレ・アル・タリアメント
- サント・スティーノ・ディ・リヴェンツァ
- トッレ・ディ・モスト

### 気候分類・地震分類
気候分類では、zona E, 2649 GGに分類される。
また、イタリアの地震リスク階級 (it) では、zona 3 (sismicità bassa) に分類される。